# متلازمة الانقطاع عن مضادات الاكتئاب
متلازمة الانقطاع عن مضادات الاكتئاب أيضاً تسمى متلازمة الانسحاب عن مضادات الاكتئاب، وهي حالة تحدث عندما يتوقف المريض أو يقلل من أخذه للدواء المضاد للاكتئاب.
من أعراضها حالة مشابهة للإنفلونزا (الصداع، الغثيان، التقيوء، الإسهال والتعرق)، صعوبة في النوم، صعوبة في الاتزان، تغيرات حسية وقلق. تبدأ هذه المشكلة عادةً خلال أول ثلاثة أيام وقد تستمر لعدة أشهر ونادراً ما يصاحبها الذهان.
هذه المتلازمة قد تصيب أي شخص توقف عن أخذ أي نوع من أدوية الاكتئاب مثل مثبطات استرداد السيروتونين الانتقائية، مثبطات استرداد السيروتونين والنورابنفرين، مثبط أكسيداز أحادي الأمين ومضاد اكتئاب ثلاثي الحلقات.
تزيد مخاطر الإصابة بمتلازمة الانقطاع عن مضادات الاكتئاب عند المرضى الذين كانوا يأخذون مضادات الاكتئاب لفترات طويلة أو أن مضاد الاكتئاب المتعاطى له عمر نصفي قصير. سبب حدوث هذه الحالة غير واضح والتشخيص يعتمد على الأعراض.
من طرق تجنب الإصابة بالمتلازمة التقليل تدريجياً من الجرعة المتناولة من الدواء لمن يرغب في التوقف. ولكن مع ذلك من الممكن حدوث أعراض حتى مع التقليل التدريجي للجرع. إعادة أخذ الدواء ثم إنقاص الجرعة تدريجياً هي من أحد طرق العلاج أو تحويل مضاد الاكتئاب المتعاطى من الشخص إلى فلوكسيتين وهو عبارة عن مضاد للاكتئاب مديد الفعالية بحيث يتم إنقاص الجرع تدريجياً بعد أخذه.
يصاب حوالي 20-50% ممن يتوقفون فجأة عن تناول مضادات الاكتئاب بالمتلازمة. الحالة العامة للمتلازمة لا تعتبر خطيرة، مع ذلك تقريباً نصف الأشخاص المصابين بها يصفون أعراضهم بالوخيمة أو القاسية. وبعضهم يلجأ لأخذ مضادات الاكتئاب مرة أخرى من شدة الأعراض.

## العلامات والأعراض
يُصاب الأشخاص بمتلازمة الانقطاع عن مضادات الاكتئاب عند أخذ مضادات الاكتئاب لمدة أربعة أسابيع على الأقل وثم الانقطاع عن الدواء، سواء بشكل مفاجئ، أو بانقاص الدواء بشكل سريع أو بشكل بطيء. تشمل الأعراض الشائعة المُبلّغ عنها أعراضًا تشبه أعراض الأنفلونزا (غثيان، قيء، إسهال، صداع، تعرق) واضطرابات في النوم (أرق، كوابيس، نعاس مستمر). كما أُبلغ عن اضطرابات حسية وحركية، تتضمن الارتعاش، والدوار، والدوخة، ووخزات تشبه الصعقات الكهربائية في الدماغ، والتي غالباً ما يصفها الأشخاص المصابون بها بأنها «صعقات الدماغ». وقد أُبلغ عن اضطرابات مزاجية مثل الانزعاج، القلق أو الهياج، وكذلك الاضطرابات الإدراكية مثل الارتباك وفرط الحركة.
وقد لوحظ الذهان الحاد في الحالات المرتبطة بالإيقاف المفاجئ لمثبطات أكسيداز أحادي الأمين. وأُبلغ عن أكثر من خمسين عرضًا.
تستمر معظم حالات متلازمة الانقطاع عن مضادات الاكتئاب من أسبوع حتى أربعة أسابيع، وتكون خفيفة نسبيًا وتُشفى بنفسها؛ في الحالات الأشد، يمكن أن تكون الأعراض شديدة أو ممتدة. يصعب إيقاف الباروكستين والفينلافاكسين بالتحديد، وقد أُبلغ عن متلازمة السحب المطوّلة (متلازمة ما بعد السحب الحاد) التي استمرت لأكثر من 18 شهرًا باستخدام الباروكستين.
وجدت لجنة 2009 الاستشارية التابعة لإدارة الغذاء والدواء، أن التقارير السردية الموجودة على الإنترنت عن متلازمة الانقطاع المرتبطة بتناول دولوكسيتين شملت أعراضًا حادة وبُلّغ عن تجاوز انتشارها لكل من الباروكستين والفينلافاكسين إلى أكثر من 250٪. (رغم الإقرار بأن هذا قد يكون بتأثير الدولوكسيتين باعتباره الدواء الأحدث).  وقد تبين أن معلومات السلامة التي قدمتها الشركة المصنعة لم تهمل فقط المعلومات المهمة حول معالجة متلازمة التوقف، بل ونصحت بشكل صريح بعدم فتح الكبسولات، وهذا أسلوب متبع لزيادة الجرعة تدريجيًا.

### المدة الزمنية
تُشفى الأعراض عادةً خلال بضعة أسابيع، ولكن قد تستمر أحيانًا لعام كامل.
عادة ما تُشفى خلال يوم من استرجاع الدواء.

## الآلية
السبب الأساسي لحدوثها غير واضح، رغم أن المتلازمة تشبه متلازمة انسحاب العقاقير العقلية الأخرى مثل البنزوديازيبينات.

## الوقاية والعلاج
يمكن أن تُمنع أعراض الانسحاب أحيانًا بتناول الدواء وفقًا للتوجيهات، وبالانقطاع التدريجي عن الدواء، رغم أن الأعراض قد تظهر أثناء إنقاص الدواء. للتوقف عن تناول مضادات الاكتئاب ذات نصف عمر قصير، ينصح بالتحول إلى دواء له نصف عمر أطول (مثل فلوكستين أو سيتالوبرام) ثم إنقاص الدواء، والانقطاع عن الدواء في النهاية  للتقليل من شدة الأعراض.
يعتمد العلاج على شدة رد فعل الانقطاع وما إذا كانت هناك حاجة إلى مزيد من الدواء المضاد للاكتئاب أم لا. في الحالات التي يوصف فيها مزيد من الدواء المضاد للاكتئاب، فإن الخيار الوحيد المقترح هو إعادة تناول مضادات الاكتئاب. إذا لم تعد هناك حاجة لمضادات الاكتئاب، عندها يعتمد العلاج على شدة الأعراض. إذا كانت أعراض التوقف حادة، أو لا تستجيب لإدارة الأعراض، يمكن إعادة استخدام مضادات الاكتئاب ثم سحبها بمزيد من الحذر، أو الانتقال إلى دواء ذي نصف عمر أطول (مثل بروزاك)، ثم إنقاص الدواء ومن ثم إيقافه. في الحالات الشديدة، قد تكون هناك حاجة لدخول المستشفى.

### الحمل وحديثي الولادة
يمكن لمضادات الاكتئاب مثل SSRIs عبور المشيمة ولها القدرة على التأثير على الجنين والمولود الجديد وزيادة فرص الإجهاض، ما يمثل معضلة للحوامل لتقرير ما إذا كنَّ سيستمررن في تناول مضادات الاكتئاب، أو تقليلها وإيقافها أثناء الحمل باعتبار أنه يمكن أن يكون لذلك تأثير وقائي على الوليد.
لوحظت متلازمة تكيف ما بعد الولادة لأول مرة عام 1973 (والتي سُميت في الأصل «متلازمة السلوك الوليدي» أو «متلازمة التكيف الوليدي الفقير» أو «متلازمة الانسحاب للمواليد الجدد») لدى المواليد الجدد للأمهات اللاتي يتناولن مضادات الاكتئاب؛ تشمل أعراضها عند الرضّع التهيج، التنفس السريع، انخفاض حرارة الجسم، ومشاكل في سكر الدم. عادةً ما تظهر الأعراض منذ الولادة حتى أيام بعد الوضع وتشفى عادةً بعد عدة أيام أو أسابيع بعد الولادة.

## الثقافة والتاريخ
أًبلغ عن أعراض الانقطاع عن مضادات الاكتئاب لأول مرة مع الإيميبرامين، أول مضادات الاكتئاب ثلاثية الحلقات، في أواخر الخمسينيات من القرن الماضي. وأدى كل صنف جديد من مضادات الاكتئاب إلى تقارير عن حالات مماثلة، بما في ذلك مثبطات أكسيداز أحادي الأمين ومثبطات إعادة امتصاص السيروتونين الانتقائية ومثبطات امتصاص السيروتونين والنورادرين. اعتبارًا من عام 2001، كان هناك ما لا يقل عن 21 نوعًا من مضادات الاكتئاب المختلفة تضم جميع الأصناف الرئيسية التي عُرف أنها تسبب متلازمات الانقطاع. لم تدرس المشكلة بشكل كافٍ، وكانت معظم المطبوعات عبارة عن تقارير حالة أو دراسات سريرية صغيرة؛ تفيد بأن التأثير صعب التحديد ومثير للجدل.
مع تضخم الاستخدام والاهتمام بمثبطات إعادة امتصاص السيروتونين الانتقائية في أواخر الثمانينيات وأوائل التسعينيات -والتي ركزت بشكل خاص على بروزاك- ازداد الاهتمام أيضًا بمتلازمات الانقطاع. بعض الأعراض التي ظهرت من مجالس المناقشة (أشخاص مصابون بالاكتئاب يناقشون تجاربهم مع المرض وأدويتهم) هي «صعقات الدماغ» أو «ارتعاش الدماغ».
أدت زيادة اهتمام وسائل الإعلام واستمرار المخاوف العامة إلى تشكيل فريق من الخبراء معني بسلامة مثبطات امتصاص السيروتونين الانتقائية في إنجلترا، لتقييم جميع البحوث المتاحة قبل عام 2004.  قرر الفريق أن نسبة حدوث أعراض الانقطاع تتراوح بين 5 ٪ و49 ٪، وهذا يتوقف على أنواع مثبطات إعادة امتصاص السيروتونين الانتقائية، ومدة استخدام الدواء والانقطاع المفاجئ مقابل الانقطاع التدريجي.
في أواخر التسعينيات اعتقد بعض الباحثين أن ظهور أعراض الانقطاع عن مضادات الاكتئاب قد يعني أن مضادات الاكتئاب تسبب الإدمان، وقد استخدم البعض مصطلح «متلازمة الانسحاب» لوصف الأعراض. ورغم أن الأشخاص الذين يتناولون مضادات الاكتئاب لا يظهرون عادةً سلوكًا مماثلًا لمدمني المخدرات، إلا أنه عند إيقاف مضادات الاكتئاب تظهر أعراض مماثلة لسحب عقار البنزوديازيبينات، وغيرها من الأدوية العقلية. ولهذا، يدعو بعض الباحثين إلى مصطلح السحب بدلًا من الانقطاع، للتعبير عن الاعتماد الفيزيولوجي المشابه والنتائج السلبية المماثلة. نظرًا للضغط الذي تمارسه شركات الأدوية المصنعّة لمضادات الاكتئاب، لم يعد مصطلح «متلازمة السحب» يستخدم من قبل صانعي الأدوية، وأيضًا معظم الأطباء اتبعوا ذلك، بسبب مخاوف إمكانية مقارنتها بالعقاقير الأخرى المرتبطة بشكل أكبر بالسحب.

### دعوى 2013 الجماعية
أقيمت عام 2013 دعوى مقاضاة جماعية مقترحة، جينيفر إل سافيدرا ضد إيلي ليلي وشركاه، مدعيةً أن نشرة سيمبالتا (الدولوكسيتين) أهملت معلومات مهمة حول «صعقات الدماغ» وغيرها من الأعراض عند الانقطاع. طلب إيلي ليلي الفصل وفقًا لمبدأ «إعلام الوسيط» حيث يتم تحذير الأطباء الذين يصفون الدواء من المشاكل المحتملة وهي قرار طبي وسيط بين ليلي والمرضى؛ وفي ديسمبر 2013 رُفض طلب ليلى.

## الأبحاث
لم يتم تحديد آليات متلازمة الانسحاب لمضاد للاكتئاب بشكل قاطع. الفرضية الرئيسية هي أنه بعد وقف مضادات الاكتئاب، يحدث عيب مؤقت، يكون طويل الأمد، ويحدث نقص في الدماغ في واحد أو أكثر من الناقلات العصبية الأساسية التي تنظم الحالة المزاجية، مثل السيروتونين والدوبامين والنورابينالين وحمض الغاما- أمينوبيوتيريك، وبما أن الناقلات العصبية هي نظام مترابط، فإن اختلال تنظيم واحد منها يؤثر على البقية.